# Giro della Regione Friuli Venezia Giulia
Der Giro della Regione Friuli Venezia Giulia ist ein italienisches Straßenradrennen.
Das Etappenrennen für wird seit 1962 in der autonomen Region Friaul-Julisch Venetien ausgetragen. Bis 2004 war das Rennen Fahrern der Klasse U23 vorbehalten, seit 2006 gehört es in der UCI-Kategorie 2.2 zur UCI Europe Tour.
Rekordsieger mit jeweils zwei Erfolgen sind die Italiener Alessio Peccolo, Gilberto Simoni, Rodolfo Ongarato und der Gewinner der ersten Austragung Giovanni de Franceschi sowie der Ukrainer Ruslan Pidgornyy.
Während der 3. Etappe der Ausgabe des Jahres 2010 am 10. September prallte der aus Schio stammende Italiener Thomas Casarotto bei der Abfahrt von der Sella Ciampigotto (1797 m) im Ortsteil Pesariis der Gemeinde Prato Carnico ungebremst auf einen am linken Fahrbahnrand abgestellten Chevrolet Optra (Stufenheckvariante in schwarzer Lackierung) und verstarb 4 Tage später an der erlittenen schweren Hirnblutung.

## Sieger
- 2021  Jonas Rapp
- 2020  Andreas Leknessund
- 2019  Clement Champoussin
- 2018  Tadej Pogačar
- 2017 ausgefallen
- 2016 ausgefallen
- 2015  Gaëtan Bille
- 2014  Simone Antonini
- 2013  Jan Polanc
- 2012  Diego Rosa
- 2011  Matteo Busato
- 2010  Vegard Stake Laengen
- 2009  Gianluca Brambilla
- 2008  Hrvoje Miholjević
- 2007  Alexander Filippow
- 2006  Boris Schpilewski
- 2005 ausgefallen
- 2004  Matej Mugerli
- 2003  Ruslan Pidhornyj
- 2002  Luca Solari
- 2001  Ruslan Pidhornyj
- 2000  Raffaele Ferrara
- 1999  Aleksandar Nikačević
- 1998  Danilo di Luca
- 1997  Rodolfo Ongarato
- 1996  Rodolfo Ongarato
- 1995  Marco Fincato
- 1994  Rudy Mosole
- 1993  Gilberto Simoni
- 1992  Cristian Zanolino
- 1991  Gilberto Simoni
- 1990  Vincenzo Galati
- 1989  Carlo Benigni
- 1988  Gianluca Zanini
- 1987  Ivan Parolin
- 1986  Federico Longo
- 1985  Bruno Bulić
- 1984  Claudio Chiappucci
- 1983  Maurizio Bonizzatto
- 1982  Massimo Saccani
- 1981  Claudio Argentin
- 1980  Maurizio Piovani
- 1979  Claudio Gosetto
- 1978  Tullio Bertacco
- 1977  Claudio Corti
- 1976 ausgefallen wegen Erdbebens
- 1975  Phil Edwards
- 1974  Mario Gualdi
- 1973  Alfredo Chinetti
- 1972  Alessio Peccolo
- 1971  Giovanni dalla Bona
- 1970  Tommaso Giroli
- 1969  Alessio Peccolo
- 1968  Giorgio Mantovani
- 1967  Emilio Santantonio
- 1966  Giuseppe Bolzan
- 1965  Marino Basso
- 1964  Giovanni de Franceschi
- 1963  Felice Gimondi
- 1962  Giovanni de Franceschi